# Marine-Gemeinschaftslager An der Kaserne

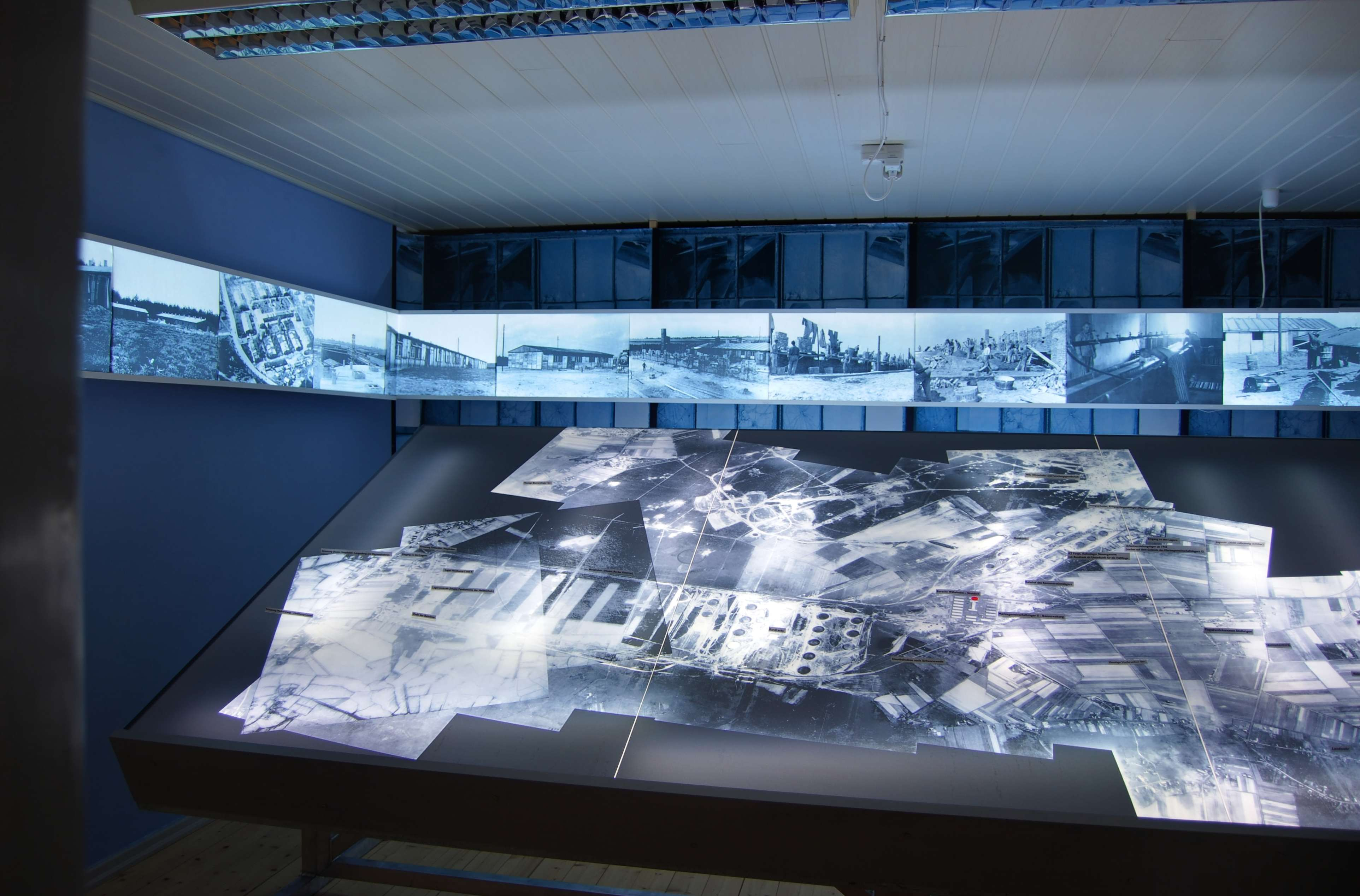
Lagerlandschaft mit Luftbild von 1945

Das ehemalige Marine-Gemeinschaftslager An der Kaserne 122 in der niedersächsischen Gemeinde Schwanewede, Ortsteil Neuenkirchen, stammt aus der Zeit des Nationalsozialismus. Aktuell (2025) wird es seit 2005 auch als Museum, Dokumentations- und Gedenkstätte aus der Zeit des Nationalsozialismus genutzt sowie für gewerbliche Zwecke.
Die Gebäude stehen unter Denkmalschutz. Siehe auch Liste der Baudenkmale in Schwanewede.

## Geschichte und Beschreibung
Das ehemalige Marine-Gemeinschaftslager Schwanewede wurde ab 1936 zunächst als militärisches Forschungsinstitut eingerichtet und ab 1938/39 durch die Organisation Todt in ein Lager für zunächst 500 Arbeiter umgewandelt. Anfang 1939 wurde das Lager bezogen. 1940 war es auch Arbeitserziehungslager der Gestapo. Es wurde dann zu einem Kriegsgefangenen- und Zwangsarbeiterlager umgewandelt und erweitert. Ab 1943 waren Angehörige von mindestens 18 Nationen untergebracht. Die Arbeiter waren tätig bei dem Bau des U-Boot-Bunkers Valentin in Bremen-Farge. Tausende Tote wurden registriert. Daran erinnert eine Ausstellung in der ehemaligen Baracke Wilhelmine sowie der Lagerfriedhof mit einem Mahnmal.

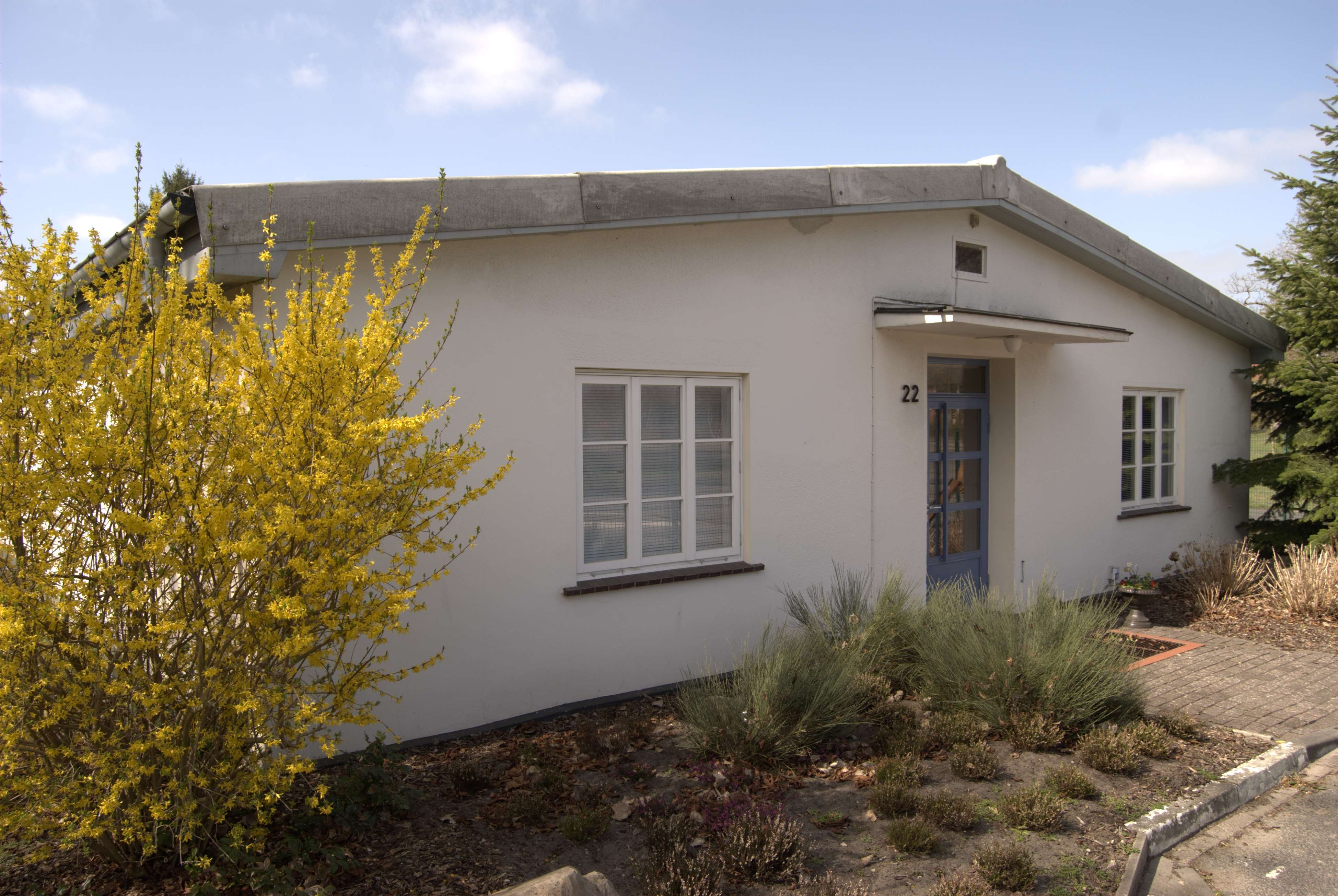
Baracke Wilhelmine

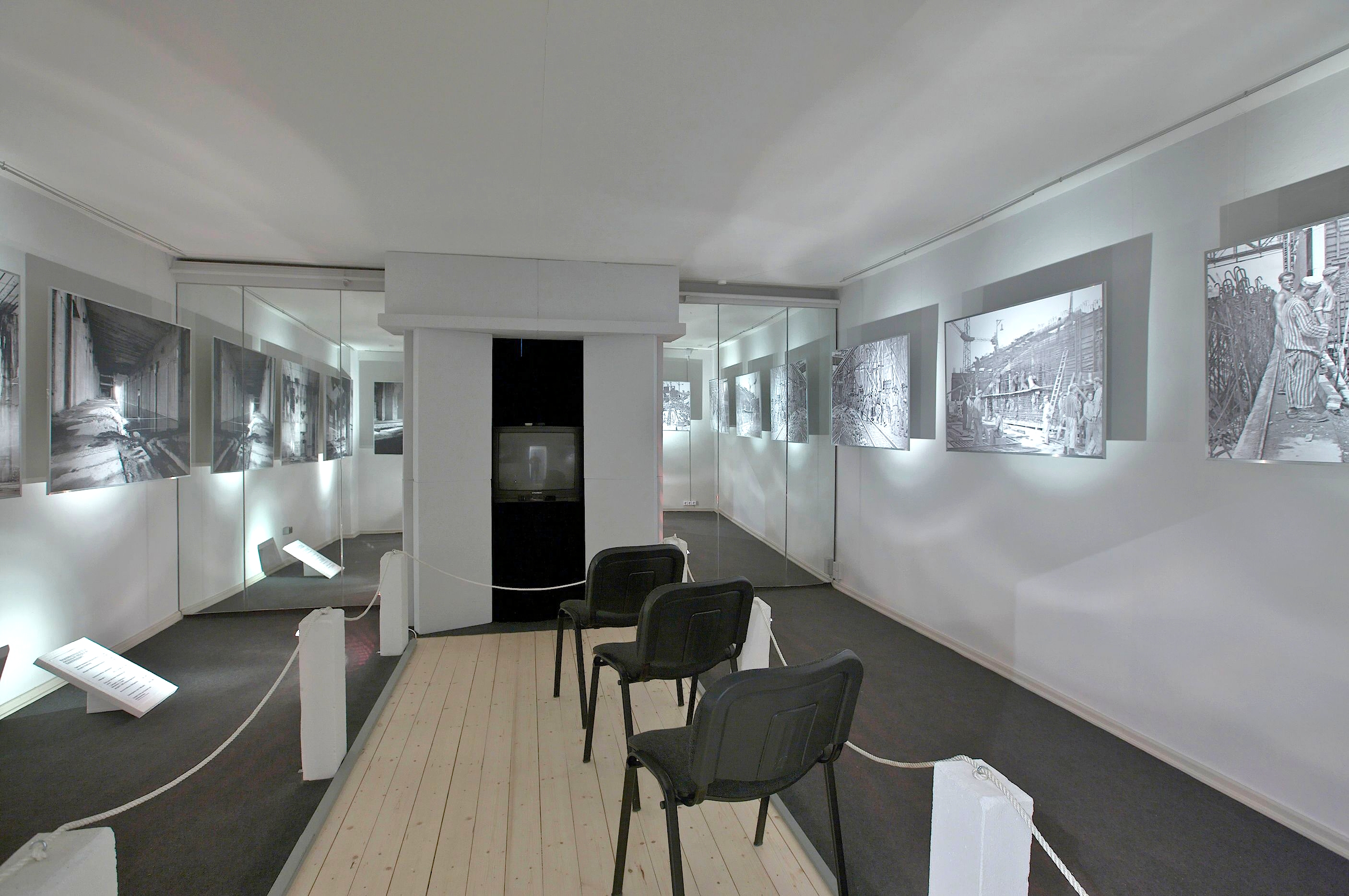
Dokumentations- und Lernort Baracke Wilhelmine

Das ehemalige Lager besteht heute auch aus dem ehemaligen Friedhof und vier eingeschossigen Massivbauten mit flachgeneigten Satteldächern von 1939 und 1944, erbaut durch die Organisation Todt:
- Lagerfriedhof nördlich des Kasernengeländes im Wald; ursprünglich ein Begräbnisplatz für die Toten aus dem Raum Schwanewede, zwischen 1943 und 1945 genutzt für die Toten des Gefangenenlagers,[2]
- Baracke Wilhelmine von 1939, heute Gedenkstätte[3]
- Baracke Victoria von 1939,[4]
- Baracke 27 von 1944 aus Betonteilen,[5]
- Baracke von 1939[6]

1945/46 wurden die Gebäude durch alliierte britische und amerikanische Truppen genutzt. Überlebende Zwangsarbeiter, Kriegsgefangene und KZ-Häftlinge wurden im Lager versorgt. Der Landkreis Osterholz übernahm 1946 die Einrichtungen. Schwanewede wurde 1958 Garnison. 1962 übernahm die Bundeswehr das Barackenlager und baute es zu einer Kasernenanlage aus. Ab 2001 wurde durch die Gemeinde die Umwandlung des Areals für zivile Zwecke geplant; der Bebauungsplan Gewerbepark Weser-Geest-Kaserne erlangte 2008 für ein Teilgebiet Rechtskraft. Im Gewerbepark Weser-Geest sind inzwischen  Gebäude für Firmen und Vereinigungen gebaut worden und die Sportanlagen werden durch Vereine genutzt. Seit 2005 besteht hier die Gedenkstätte.
Das Landesdenkmalamt befand u. a.: „… Erhaltung der ehemaligen Lagerbestandteile besteht vor allem aus geschichtlichen Gründen ein öffentliches Interesse …“